# Liebe geht seltsame Wege
Liebe geht seltsame Wege è un film muto del 1927 diretto e prodotto da Fritz Kaufmann.
La vicenda, ambientata nella casa di mode parigina Drécoll, è l'adattamento cinematografico di un romanzo di Maurice Dekobra, lo scrittore francese di più grande successo nel periodo che va dal 1920 al 1940.

## Produzione
Il film fu prodotto dalla Fritz-Kaufmann-Film GmbH (Berlin).

## Distribuzione
Distribuito dall'Arthur Ziehm (International Film Exchange), uscì nelle sale cinematografiche tedesche il 10 agosto 1927.